# Fàbrica Benet Campabadal
La Fàbrica Benet Campabadal és un edifici del barri de les Corts, parcialment catalogat com a bé amb elements d'interès (categoria C). Actualment, allotja la Biblioteca Montserrat Abelló i l'Ateneu de Fabricació de les Corts.

## Història
L'any 1924, l'industrial Gabriel Benet i Campabadal hi va establir la seva fàbrica de cintes de seda per a merceria i confecció, segons el projecte de l'arquitecte Antoni Pons i Domínguez.
L'empresa, convertida el 1940 en societat anònima amb un capital de 5 milions de pessetes, va ser una de les capdavanteres en el seu sector i fou guardonada a l'Exposició Internacional de 1929. Per tal de difondre els seus productes, va desenvolupar una important tasca publicitària a base de cartells i d'expositors de cartons, així com mitjançant marques comercials com ara Juventud, Mariflor o Betina. Donava feina principalment a veïnes de Sants i de les Corts, i Campabadal era molt paternalista amb els seus empleats; s'hi celebraven les festes assenyalades com ara les de la Mercè o Nadal, amb esmorzars, balls o festivals, sempre precedits d'un servei religiós. També va crear un equip de futbol i va construir-hi habitatges al carrer de Joan Gamper, 12 i 14.
La fàbrica va funcionar fins als anys 1980, quan va tancar per la crisi del sector tèxtil, restant abandonada durants uns anys. Les naus de la banda del carrer de Novell es van utilitzar com a magatzem del districte de les Corts, i van acollir, entre d'altres, les carrosses de la cavalcada de Reis, mentre que l'edifici del carrer d'Evarist Arnús va ser la seu de la Fundació Centre del Vidre fins que aquesta es va traslladar al Poble Espanyol.
El 2013 s'hi va instal·lar l'Ateneu de Fabricació de les Corts, un espai de creació i formació digital vinculat a les noves tecnologies, i en especial a la fabricació en 3D.
La rehabilitació de l'antiga fàbrica, amb una superfície de 3.300 m², és obra dels arquitectes Ricard Mercadé i Aurora Fernández i ha estat feta amb criteris de sostenibilitat, essent el primer edifici públic de la ciutat amb certificat BREEAM (de l'anglès building research establishment assessment method), un mètode capdavanter a escala mundial d'avaluació i certificació de la sostenibilitat en l’edificació.

### Biblioteca Montserrat Abelló
El 26 de gener del 2018 s'hi va inaugurar la Biblioteca Montserrat Abelló, que forma part del Consorci de Biblioteques de Barcelona. Porta el nom de la poetessa i traductora Montserrat Abelló i Soler (1918-2014), i juntament amb la Biblioteca Les Corts-Miquel Llongueras, dona servei a la població del Districte de les Corts, que el 2022 era d'uns 81.000 habitants.
Compta amb màquines d'autopréstec i un servei de retorn amb classificació automatitzada, i el seu disseny arquitectònic compleix els criteris que en garanteixen l'accessibilitat i fan que sigui una «biblioteca inclusiva». Disposava inicialment de 45.000 documents, entre els quals hi ha un fons especialitzat en cultura maker i fes-ho tu mateix. A partir del juny del 2023 és un centre de referència europeu sobre ciència-ficció amb uns 2.000 documents, la meitat dels quals provenen d'una donació que va rebre de la Fundació Asimov l'any 2020. La resta són un miler de llibres que integraven el fons Miquel Giralt, provinents del País Basc i rebuts també en donació.

## Descripció
Es tracta d'un conjunt de 6 naus adossades amb perfil de dent de serra (que és la part catalogada) als carrers dels Comtes de Bell-lloc i de Novell, a les quals s'hi va afegir posteriorment un altre edifici de planta baixa i dos pisos que fa cantonada amb el carrer d'Evarist Arnús.